# Premi Tony a la millor coreografia
El Premi Tony a la Millor Coreografia és concedit com a reconeixement per a la contribución dels coreògrafs tant a musicals com a obres. El premi ha estat concedit des de 1947, però els nominats no van ser annunciats fins a 1956.

## Guardonats i nominats

### 1940s
| Any                 | Coreògraf         | Producció |
| ------------------- | ----------------- | --------- |
| 1947 1r Premis Tony |                   |           |
| Agnes de Mille      | Brigadoon         |           |
| Michael Kidd        | Finian's Rainbow  |           |
| 1948 2n Premis Tony |                   |           |
| Jerome Robbins      | High Button Shoes |           |
| 1949 3r Premis Tony |                   |           |
| Gower Champion      | Lend An Ear       |           |

### 1950s
| Any                          | Coreògraf            | Producció |
| ---------------------------- | -------------------- | --------- |
| 1950 4y Premis Tony          |                      |           |
| Helen Tamiris                | Touch and Go         |           |
| 1951 5è Premis Tony          |                      |           |
| Michael Kidd                 | Guys and Dolls       |           |
| 1952 6è Premis Tony          |                      |           |
| Robert Alton                 | Pal Joey             |           |
| 1953 7è Premis Tony          |                      |           |
| Donald Saddler               | Wonderful Town       |           |
| 1954 8è Premis Tony          |                      |           |
| Michael Kidd                 | Can-Can              |           |
| 1955 9è Premis Tony          |                      |           |
| Bob Fosse                    | The Pajama Game      |           |
| 1956 10è Premis Tony         |                      |           |
| Bob Fosse                    | Damn Yankees         |           |
| Robert Alton                 | The Vamp             |           |
| Boris Runanin                | Phoenix '55          |           |
| Boris Runanin                | Pipe Dream           |           |
| Anna Sokolow                 | Red Roses for Me     |           |
| 1957 11è Premis Tony         |                      |           |
| Michael Kidd                 | Li'l Abner           |           |
| Hanya Holm                   | My Fair Lady         |           |
| Dania Krupska                | The Most Happy Fella |           |
| Bob Fosse and Jerome Robbins | Bells Are Ringing    |           |
| 1958 12è Premis Tony         |                      |           |
| Jerome Robbins               | West Side Story      |           |
| Bob Fosse                    | New Girl in Town     |           |
| Onna White                   | The Music Man        |           |
| 1959 13è Premis Tony         |                      |           |
| Bob Fosse                    | Redhead              |           |
| Agnes de Mille               | Goldilocks           |           |
| Carol Haney                  | Flower Drum Song     |           |
| Onna White                   | Whoop-Up             |           |

### 1960s
| Any                  | Coreògraf                      | Producció |
| -------------------- | ------------------------------ | --------- |
| 1960 14è Premis Tony |                                |           |
| Michael Kidd         | Destry Rides Again             |           |
| Peter Gennaro        | Fiorello!                      |           |
| Joe Layton           | Greenwillow                    |           |
| Lee Scot             | Happy Town                     |           |
| Onna White           | Take Me Along                  |           |
| 1961 15è Premis Tony |                                |           |
| Gower Champion       | Bye Bye Birdie                 |           |
| Onna White           | Irma La Douce                  |           |
| 1962 16è Premis Tony |                                |           |
| Joe Layton           | No Strings                     |           |
| Agnes de Mille       | Kwamina                        |           |
| Michael Kidd         | Subways Are for Sleeping       |           |
| Dania Krupska        | The Happiest Girl in the World |           |
| 1963 17è Premis Tony |                                |           |
| Bob Fosse            | Little Me                      |           |
| Carol Haney          | Bravo Giovanni                 |           |
| 1964 18è Premis Tony |                                |           |
| Gower Champion       | Hello, Dolly!                  |           |
| Danny Daniels        | High Spirits                   |           |
| Carol Haney          | Funny Girl                     |           |
| Herbert Ross         | Anyone Can Whistle             |           |
| 1965 19è Premis Tony |                                |           |
| Jerome Robbins       | Fiddler on the Roof            |           |
| Peter Gennaro        | Bajour                         |           |
| Donald McKayle       | Golden Boy                     |           |
| Onna White           | Half a Sixpence                |           |
| 1966 20è Premis Tony |                                |           |
| Bob Fosse            | Sweet Charity                  |           |
| Jack Cole            | Man of La Mancha               |           |
| Michael Kidd         | Skyscraper                     |           |
| Onna White           | Mame                           |           |
| 1967 21è Premis Tony |                                |           |
| Ron Field            | Cabaret                        |           |
| Michael Bennett      | A Joyful Noise                 |           |
| Danny Daniels        | Annie Get Your Gun             |           |
| Danny Daniels        | Walking Happy                  |           |
| Lee Theodore         | The Apple Tree                 |           |
| 1968 22è Premis Tony |                                |           |
| Gower Champion       | The Happy Time                 |           |
| Michael Bennett      | Henry, Sweet Henry             |           |
| Kevin Carlisle       | Hallelujah, Baby!              |           |
| Onna White           | Illya Darling                  |           |
| 1969 23è Premis Tony |                                |           |
| Joe Layton           | George M!                      |           |
| Sammy Bayes          | Canterbury Tales               |           |
| Michael Bennett      | Promises, Promises             |           |
| Ron Field            | Zorba                          |           |

### 1970s
| Any                           | Coreògraf                           | Producció |
| ----------------------------- | ----------------------------------- | --------- |
| 1970 24ns Premis Tony         |                                     |           |
| Ron Field                     | Applause                            |           |
| Michael Bennett               | Coco                                |           |
| Grover Dale                   | Billy                               |           |
| Louis Johnson                 | Purlie                              |           |
| 1971 25ns Premis Tony         |                                     |           |
| Donald Saddler                | No, No, Nanette                     |           |
| Michael Bennett               | Company                             |           |
| Michael Kidd                  | The Rothschilds                     |           |
| 1972 26ns Premis Tony         |                                     |           |
| Michael Bennett               | Follies                             |           |
| Patricia Birch                | Grease                              |           |
| Jean Erdman                   | Two Gentlemen of Verona             |           |
| 1973 27ns Premis Tony         |                                     |           |
| Bob Fosse                     | Pippin                              |           |
| Gower Champion                | Sugar                               |           |
| Peter Gennaro                 | Irene                               |           |
| Donald Saddler                | Much Ado About Nothing              |           |
| 1974 28ns Premis Tony         |                                     |           |
| Michael Bennett               | Seesaw                              |           |
| Patricia Birch                | Over Here!                          |           |
| Donald McKayle                | Raisin                              |           |
| 1975 29ns Premis Tony         |                                     |           |
| George Faison                 | The Wiz                             |           |
| Gower Champion                | Mack and Mabel                      |           |
| Donald McKayle                | Doctor Jazz                         |           |
| Margo Sappington              | Where's Charley?                    |           |
| Robert Tucker                 | Shenandoah                          |           |
| Joel Zwick                    | Dance with Me                       |           |
| 1976 30ns Premis Tony         |                                     |           |
| Bob Avian and Michael Bennett | A Chorus Line                       |           |
| Patricia Birch                | Pacific Overtures                   |           |
| Bob Fosse                     | Chicago                             |           |
| Billy Wilson                  | Bubbling Brown Sugar                |           |
| 1977 31ns Premis Tony         |                                     |           |
| Peter Gennaro                 | Annie                               |           |
| Talley Beatty                 | Your Arms Too Short to Box with God |           |
| Patricia Birch                | Music Is                            |           |
| Onna White                    | I Love My Wife                      |           |
| 1978 32ns Premis Tony         |                                     |           |
| Bob Fosse                     | Dancin'                             |           |
| Arthur Faria                  | Ain't Misbehavin'                   |           |
| Ron Lewis                     | The Act                             |           |
| Elizabeth Swados              | Runaways                            |           |
| 1979 33ns Premis Tony         |                                     |           |
| Bob Avian and Michael Bennett | Ballroom                            |           |
| Henry LeTang and Billy Wilson | Eubie!                              |           |
| Dan Siretta                   | Whoopee!                            |           |
| Tommy Tune                    | The Best Little Whorehouse in Texas |           |

### 1980s
| Any                                                              | Coreògraf                                    | Producció |
| ---------------------------------------------------------------- | -------------------------------------------- | --------- |
| 1980 34è Premis Tony                                             |                                              |           |
| Tommy Tune and Thommie Walsh                                     | A Day in Hollywood / A Night in the Ukraine  |           |
| Ernest Flatt                                                     | Sugar Babies                                 |           |
| Larry Fuller                                                     | Evita                                        |           |
| Joe Layton                                                       | Barnum                                       |           |
| 1981 35è Premis Tony                                             |                                              |           |
| Gower Champion                                                   | 42nd Street                                  |           |
| Graciela Daniele                                                 | The Pirates of Penzance                      |           |
| Henry LeTang, Donald McKayle and Michael Smuin                   | Sophisticated Ladies                         |           |
| Roland Petit                                                     | Can-Can                                      |           |
| 1982 36è Premis Tony                                             |                                              |           |
| Michael Bennett i Michael Peters                                 | Dreamgirls                                   |           |
| Peter Gennaro                                                    | Little Me                                    |           |
| Tony Tanner                                                      | Joseph and the Amazing Technicolor Dreamcoat |           |
| Tommy Tune                                                       | Nine                                         |           |
| 1983 37è Premis Tony                                             |                                              |           |
| Tommy Tune and Thommie Walsh                                     | My One and Only                              |           |
| George Faison                                                    | Porgy and Bess                               |           |
| Gillian Lynne                                                    | Cats                                         |           |
| Donald Saddler                                                   | On Your Toes                                 |           |
| 1984 38è Premis Tony                                             |                                              |           |
| Danny Daniels                                                    | The Tap Dance Kid                            |           |
| Wayne Cilento                                                    | Baby                                         |           |
| Graciela Daniele                                                 | The Rink                                     |           |
| Scott Salmon                                                     | La Cage aux Folles                           |           |
| 1985 39è Premis Tony                                             | N/D                                          | N/D       |
| 1986 40è Premis Tony                                             |                                              |           |
| Bob Fosse                                                        | Big Deal                                     |           |
| Graciela Daniele                                                 | The Mystery of Edwin Drood                   |           |
| Peter Martins                                                    | Song and Dance                               |           |
| Tango Argentino Dancers                                          | Tango Argentino                              |           |
| 1987 41è Premis Tony                                             |                                              |           |
| Gillian Gregory                                                  | Me and My Girl                               |           |
| Ron Field                                                        | Rags                                         |           |
| Brian Macdonald                                                  | The Mikado                                   |           |
| Arlene Phillips                                                  | Starlight Express                            |           |
| 1988 42è Premis Tony                                             |                                              |           |
| Michael Smuin                                                    | Anything Goes                                |           |
| Lar Lubovitch                                                    | Into the Woods                               |           |
| Gillian Lynne                                                    | The Phantom of the Opera                     |           |
| Ndaba Mhlongo and Mbongeni Ngema                                 | Sarafina!                                    |           |
| 1989 43è Premis Tony                                             |                                              |           |
| Cholly Atkins, Henry LeTang, Frankie Manning and Fayard Nicholas | Black and Blue                               |           |
| Michele Assaf                                                    | Starmites                                    |           |
| Bill Irwin and Kimi Okada                                        | Largely New York                             |           |
| Alan Johnson                                                     | Legs Diamond                                 |           |

### 1990s
| Any                                        | Coreògraf                                        | Producció |
| ------------------------------------------ | ------------------------------------------------ | --------- |
| 1990 44è Premis Tony                       |                                                  |           |
| Tommy Tune                                 | Grand Hotel                                      |           |
| Joan Brickhill                             | Meet Me in St. Louis                             |           |
| Graciela Daniele and Tina Paul             | Dangerous Games                                  |           |
| 1991 45è Premis Tony                       |                                                  |           |
| Tommy Tune                                 | The Will Rogers Follies                          |           |
| Bob Avian                                  | Miss Saigon                                      |           |
| Graciela Daniele                           | Once on This Island                              |           |
| Dan Siretta                                | Oh, Kay!                                         |           |
| 1992 46è Premis Tony                       |                                                  |           |
| Susan Stroman                              | Crazy for You                                    |           |
| Terry John Bates                           | Dancing at Lughnasa                              |           |
| Christopher Chadman                        | Guys and Dolls                                   |           |
| Hope Clarke, Gregory Hines and Ted L. Levy | Jelly's Last Jam                                 |           |
| 1993 47è Premis Tony                       |                                                  |           |
| Wayne Cilento                              | The Who's Tommy                                  |           |
| Graciela Daniele                           | The Goodbye Girl                                 |           |
| Rob Marshall and Vincent Paterson          | Kiss of the Spider Woman                         |           |
| Randy Skinner                              | Ain't Broadway Grand                             |           |
| 1994 48è Premis Tony                       |                                                  |           |
| Kenneth MacMillan                          | Carousel                                         |           |
| Jeff Calhoun                               | Grease                                           |           |
| Rob Marshall                               | Damn Yankees                                     |           |
| Rob Marshall                               | She Loves Me                                     |           |
| 1995 49è Premis Tony                       |                                                  |           |
| Susan Stroman                              | Show Boat                                        |           |
| Bob Avian                                  | Sunset Boulevard                                 |           |
| Wayne Cilento                              | How to Succeed in Business Without Really Trying |           |
| Joey McKneely                              | Smokey Joe's Cafe                                |           |
| 1996 50è Premis Tony                       |                                                  |           |
| Savion Glover                              | Bring in 'da Noise, Bring in 'da Funk            |           |
| Graciela Daniele                           | Chronicle of a Death Foretold                    |           |
| Susan Stroman                              | Big: the musical                                 |           |
| Marlies Yearby                             | Rent                                             |           |
| 1997 51è Premis Tony                       |                                                  |           |
| Ann Reinking                               | Chicago                                          |           |
| Wayne Cilento                              | Dream                                            |           |
| Joey McKneely                              | The Life                                         |           |
| Susan Stroman                              | Steel Pier                                       |           |
| 1998 52è Premis Tony                       |                                                  |           |
| Garth Fagan                                | The Lion King                                    |           |
| Graciela Daniele                           | Ragtime                                          |           |
| Forever Tango Dancers                      | Forever Tango                                    |           |
| Rob Marshall                               | Cabaret                                          |           |
| 1999 53è Premis Tony                       |                                                  |           |
| Matthew Bourne                             | Swan Lake                                        |           |
| Patricia Birch                             | Parade                                           |           |
| Rob Marshall                               | Little Me                                        |           |
| A. C. Ciulla                               | Footloose                                        |           |

### 2000s
| Any                                               | Coreògraf                | Producció |
| ------------------------------------------------- | ------------------------ | --------- |
| 2000 54è Premis Tony                              |                          |           |
| Susan Stroman                                     | Contact                  |           |
| Kathleen Marshall                                 | Kiss Me, Kate            |           |
| Susan Stroman                                     | The Music Man            |           |
| Lynne Taylor-Corbett                              | Swing!                   |           |
| 2001 55è Premis Tony                              |                          |           |
| Susan Stroman                                     | The Producers            |           |
| Jerry Mitchell                                    | The Full Monty           |           |
| Jim Moore, George Pinney and Jonathan Vanderkolff | Blast!                   |           |
| Randy Skinner                                     | 42nd Street              |           |
| 2002 56è Premis Tony                              |                          |           |
| Rob Ashford                                       | Thoroughly Modern Millie |           |
| John Carrafa                                      | Into the Woods           |           |
| John Carrafa                                      | Urinetown                |           |
| Susan Stroman                                     | Oklahoma!                |           |
| 2003 57è Premis Tony                              |                          |           |
| Twyla Tharp                                       | Movin' Out               |           |
| Robert Longbottom                                 | Flower Drum Song         |           |
| Jerry Mitchell                                    | Hairspray                |           |
| Melinda Roy                                       | Urban Cowboy             |           |
| 2004 58è Premis Tony                              |                          |           |
| Kathleen Marshall                                 | Wonderful Town           |           |
| Wayne Cilento                                     | Wicked                   |           |
| Farah Khan and Anthony Van Laast                  | Bombay Dreams            |           |
| Jerry Mitchell                                    | Never Gonna Dance        |           |
| 2005 59è Premis Tony                              |                          |           |
| Jerry Mitchell                                    | La Cage aux Folles       |           |
| Wayne Cilento                                     | Sweet Charity            |           |
| Jerry Mitchell                                    | Dirty Rotten Scoundrels  |           |
| Casey Nicholaw                                    | Monty Python's Spamalot  |           |
| 2006 60è Premis Tony                              |                          |           |
| Kathleen Marshall                                 | The Pajama Game          |           |
| Rob Ashford                                       | The Wedding Singer       |           |
| Donald Bryd                                       | The Color Purple         |           |
| Casey Nicholaw                                    | The Drowsy Chaperone     |           |
| 2007 61è Premis Tony                              |                          |           |
| Bill T. Jones                                     | Spring Awakening         |           |
| Rob Ashford                                       | Curtains                 |           |
| Matthew Bourne and Stephen Mear                   | Mary Poppins             |           |
| Jerry Mitchell                                    | Legally Blonde           |           |
| 2008 62è Premis Tony                              |                          |           |
| Andy Blankenbuehler                               | In the Heights           |           |
| Rob Ashford                                       | Cry-Baby                 |           |
| Christopher Gattelli                              | South Pacific            |           |
| Dan Knechtges                                     | Xanadu                   |           |
| 2009 63è Premis Tony                              |                          |           |
| Peter Darling                                     | Billy Elliot the Musical |           |
| Karole Armitage                                   | Hair                     |           |
| Andy Blankenbuehler                               | 9 to 5                   |           |
| Randy Skinner                                     | White Christmas          |           |

### 2010s
| Any                             | Coreògraf                                         | Producció |
| ------------------------------- | ------------------------------------------------- | --------- |
| 2010 64è Premis Tony            |                                                   |           |
| Bill T. Jones                   | Fela!                                             |           |
| Rob Ashford                     | Promises, Promises                                |           |
| Lynne Page                      | La Cage aux Folles                                |           |
| Twyla Tharp                     | Come Fly Away                                     |           |
| 2011 65è Premis Tony            |                                                   |           |
| Kathleen Marshall               | Anything Goes                                     |           |
| Rob Ashford                     | How to Succeed in Business Without Really Trying  |           |
| Casey Nicholaw                  | The Book of Mormon                                |           |
| Susan Stroman                   | The Scottsboro Boys                               |           |
| 2012 66è Premis Tony            |                                                   |           |
| Christopher Gattelli            | Newsies                                           |           |
| Rob Ashford                     | Evita                                             |           |
| Steven Hoggett                  | Once                                              |           |
| Kathleen Marshall               | Nice Work If You Can Get It                       |           |
| 2013 67è Premis Tony            |                                                   |           |
| Jerry Mitchell                  | Kinky Boots                                       |           |
| Andy Blankenbuehler             | Bring It On                                       |           |
| Peter Darling                   | Matilda the Musical                               |           |
| Chet Walker                     | Pippin                                            |           |
| 2014 68è Premis Tony            |                                                   |           |
| Warren Carlyle                  | After Midnight                                    |           |
| Kelly Devine and Steven Hoggett | Rocky the Musical                                 |           |
| Casey Nicholaw                  | Aladdin                                           |           |
| Susan Stroman                   | Bullets Over Broadway                             |           |
| 2015 69è Premis Tony            |                                                   |           |
| Christopher Wheeldon            | An American in Paris                              |           |
| Joshua Bergasse                 | On the Town                                       |           |
| Christopher Gattelli            | The King and I                                    |           |
| Scott Graham i Steven Hoggett   | The Curious Incident of the Dog in the Night-Time |           |
| Casey Nicholaw                  | Something Rotten!                                 |           |
| 2016 70ns Premis Tony           |                                                   |           |
| Andy Blankenbuehler             | Hamilton                                          |           |
| Savion Glover                   | Shuffle Along                                     |           |
| Hofesh Shechter                 | Fiddler on the Roof                               |           |
| Randy Skinner                   | Dames at Sea                                      |           |
| Sergio Trujillo                 | On Your Feet!                                     |           |
| 2017 71è Premis Tony            |                                                   |           |
| Andy Blankenbuehler             | Bandstand                                         |           |
| Peter Darling and Ellen Kane    | Groundhog Day                                     |           |
| Kelly Devine                    | Come from Away                                    |           |
| Denis Jones                     | Holiday Inn                                       |           |
| Sam Pinkleton                   | Natasha, Pierre & The Great Comet of 1812         |           |
| 2018 72è Premis Tony            |                                                   |           |
| Justin Peck                     | Carousel                                          |           |
| Christopher Gattelli            | My Fair Lady                                      |           |
| Christopher Gattelli            | SpongeBob SquarePants                             |           |
| Steven Hoggett                  | Harry Potter and the Cursed Child                 |           |
| Casey Nicholaw                  | Mean Girls                                        |           |
| 2019 73è Premis Tony            |                                                   |           |
| Sergio Trujillo                 | Ain't Too Proud                                   |           |
| Camille A. Brown                | Choir Boy                                         |           |
| Warren Carlyle                  | Kiss Me, Kate                                     |           |
| Denis Jones                     | Tootsie                                           |           |
| David Neumann                   | Hadestown                                         |           |

### 2020
| Any                  | Coreògraf                     | Producció |
| -------------------- | ----------------------------- | --------- |
| 2020 74è Premis Tony |                               |           |
| Sonya Tayeh          | Moulin Rouge! The Musical     |           |
| Sidi Larbi Cherkaoui | Jagged Little Pill            |           |
| Anthony Van Laast    | Tina: The Tina Turner Musical |           |

## Award records

### Múltiples guardons
| 8 Guardons - Bob Fosse 5 Guardons - Michael Bennett - Gower Champion - Michael Kidd 4 Guardons - Susan Stroman - Tommy Tune | 3 Guardons - Andy Blankenbuehler - Kathleen Marshall - Jerome Robbins 2 Guardons - Bob Avian - Ron Field - Bill T. Jones - Joe Layton - Jerry Mitchell - Donald Saddler |

### Múltiples nominacions
| 11 Nominacions - Bob Fosse 10 Nominacions - Michael Bennett - Susan Stroman 8 Nominacions - Graciela Daniele - Michael Kidd - Onna White 7 Nominacions - Rob Ashford - Gower Champion - Jerry Mitchell 6 Nominacions - Wayne Cilento - Casey Nicholaw - Tommy Tune 5 Nominacions - Patricia Birch - Andy Blankenbuehler - Christopher Gattelli - Peter Gennaro - Kathleen Marshall - Rob Marshall 4 Nominacions - Bob Avian - Ron Field - Steven Hoggett - Joe Layton | - Donald McKayle - Jerome Robbins - Donald Saddler - Randy Skinner 3 Nominacions - Danny Daniels - Agnes de Mille - Carol Haney - Henry LeTang - Peter Darling 2 Nominacions - Robert Alton - Matthew Bourne - Warren Carlyle - John Carrafa - George Faison - Savion Glover - Bill T. Jones - Denis Jones - Dania Krupska - Gillian Lynne - Joey McKneely - Dan Siretta - Michael Smuin - Twyla Tharp - Sergio Trujillo - Thommie Walsh - Billy Wilson |